# حمسة أرضية
حَمَسَة أرضية (الاسم العلمي: Geoemyda)، جنس سلاحف مائية من فصيلة الحمسيات الأرضية. تضم الأنواع التالية:
- سلحفاة الورق سوداء الصدر ريوكيو, G. japonica
- سلحفاة الورق سوداء الصدر, G. spengleri